# Xeloma cicatricosa
Xeloma cicatricosa är en skalbaggsart som beskrevs av Hermann Burmeister 1842. Xeloma cicatricosa ingår i släktet Xeloma och familjen Cetoniidae. Inga underarter finns listade i Catalogue of Life.